# Ernest Walter Brooks
Ernest Walter Brooks (* 30. August 1863 in Hambledon, Hampshire; † 26. März 1955 in Milford on Sea) war ein englischer Syrologe.

## Leben
Ab Oktober 1883 studierte er am King’s College (Cambridge) (MA 1890). Nachdem er Cambridge verlassen hatte, zog er nach London, wo er als unabhängiger Wissenschaftler am British Museum hauptsächlich die byzantinische Geschichte des 7. bis 9. Jahrhunderts erforschte.

## Schriften (Auswahl)
- Vitae virorum apud monophysitas celeberrimorum. Paris 1907.
- Eliae Metropolitae Nisibeni Opus chronologicum. Paris 1909.
- The hymns of Severus of Antioch and others. Paris 1911, OCLC 644343280.
- A collection of letters of Severus of Antioch from numerous syriac manuscripts . Paris 1916.